# Майдель, Владимир Николаевич
Барон Владимир Николаевич фон Майдель (1 апреля 1864 — ?) — русский	генерал-майор, участник русско-японской, Первой мировой и гражданской войн.

## Биография
- 1882 — окончил Владимирский Киевский кадетский корпус.
- 31 августа 1882 — вступил в службу.
- 1885 — окончил Михайловское артиллерийское училище, выпущен подпоручиком (ВП 7.08.1885) в 15-ю конно-артиллерийскую батарею (1885-11.07.1894).
- 12 августа 1887 — поручик.
- 1889—1892 — окончил Николаевскую академию Генерального штаба по 1-му разряду.
- 6 мая 1892 — штабс-капитан.
- 11 июля 1894 — 12 ноября 1896: обер-офицер для поручений при штабе Закаспийской области.
- 30 августа 1894 — капитан.
- 12 ноября 1896 — 16 января 1898: старший адъютант штаба 32-й пехотной дивизии.
- 1 января 1897 — 1 января 1898: цензовое командование эскадроном в 35-м драгунском Белгородском полку.
- 16 января 1898 — 9 сентября 1898: обер-офицер для особых поручений при штабе 9-го армейского корпуса.
- 9 сентября 1898 — 17 июля 1899: начальник строевого отдела штаба Михайловской крепости.
- 17 июля 1899 — 10 июля 1903: прикомандирован к Елисаветградскому кавалерийскому юнкерскому училищу для преподавания военных наук.
- 6 декабря 1899 — подполковник.
- 10 июля 1903 — 15 февраля 1905: и. д. начальника штаба 15-й кавалерийской дивизии.
- 15 февраля 1905 — 5 октября 1910: начальник штаба этой же дивизии.
- 6 декабря 1903 — произведён в полковники за отличие.
- 1 мая — 1 сентября 1904: прикомандирован к 46-му драгунскому Переяславскому полку для ознакомления с общими требованиями управления и ведения хозяйства в кавалерийском полку.
- 1904—1905 — участвовал в русско-японской войне.
- 1 августа — 26 августа 1907: прикомандирован к пехоте.
- 12 мая — 10 июля 1908: прикомандирован к артиллерии.
- 5 октября 1910 — генерал-майор за отличие.
- 5 октября 1910 — 9 ноября 1913: начальник Тверского кавалерийского училища.
- 9 ноября 1913 — 22 августа 1914: командир 2-й бригады 3-й кавалерийской дивизии.
- Август 1914 — участвовал в походе в Восточную Пруссию. Во время Восточно-Прусской операции 1914 г. с 22 августа — командир бригады 3-й кавалерийской дивизии[1].
- 11 октября 1914 — начальник 1-й отдельной кавалерийской бригады.
- 5 декабря 1914 — 21 августа 1915: командующий 1-й кавалерийской дивизией.
- 21 август 1915 — зачислен в резерв чинов при штабе Двинского военного округа.
- 16 октября 1916 — в распоряжении начальника Генерального штаба.
- 29 января 1918 — в распоряжении начальника штаба Кавказского фронта.
- Во время Гражданской войны — в Вооруженных силах Юга России, взят в плен.
- Добровольно вступил в РККА.
- Начадмхозотдела УпВОСО штавостфронта.
- Начальник 1-го отделения УпВОСО штатуркфронта.
- Помначвосо Кавказского фронта.
- Помощник начальника Волго-Бугульминской железной дороги.
- Включен в списки Генштаба РККА от 15.07.1919 и 07.08.1920.
- 9 мая 1921 — помначВОСО Западного фронта.
- 27 октября 1921 — откомандирован в распоряжение Начвуззап.
- 28 октября 1921 — начальник Учебного Отдела Управления Военно-Учебных заведений Западного фронта.
- На 1930 на преподавательской работе в Москве.

## Семья
Братья:
- Борис Николаевич (р. 21.06.1871) — полковник артиллерии
- Игнатий Николаевич

## Награды
- Орден Святого Станислава 3-й степени (1896)
- Орден Святой Анны 3-й степени (1899)
- Орден Святого Станислава 2-й степени (1903)
- Орден Святой Анны 2-й степени с мечами (1906)
- Орден Святого Владимира 4-й степени (1908; 28.02.1909)
- Орден Святого Владимира 3-й степени (06.12.1913)
- Орден Святого Станислава 1-й степени с мечами (ВП 13.10.1914)
- Мечи к Ордену Святого Владимира 3-й степени (ВП 19.05.1916).